# Saint-Arnoult-en-Yvelines
Pour les articles homonymes, voir Saint-Arnoult.
Saint-Arnoult-en-Yvelines est une commune française située dans le département des Yvelines en région Île-de-France, à 14 km au sud-est de Rambouillet.

## Géographie

### Situation

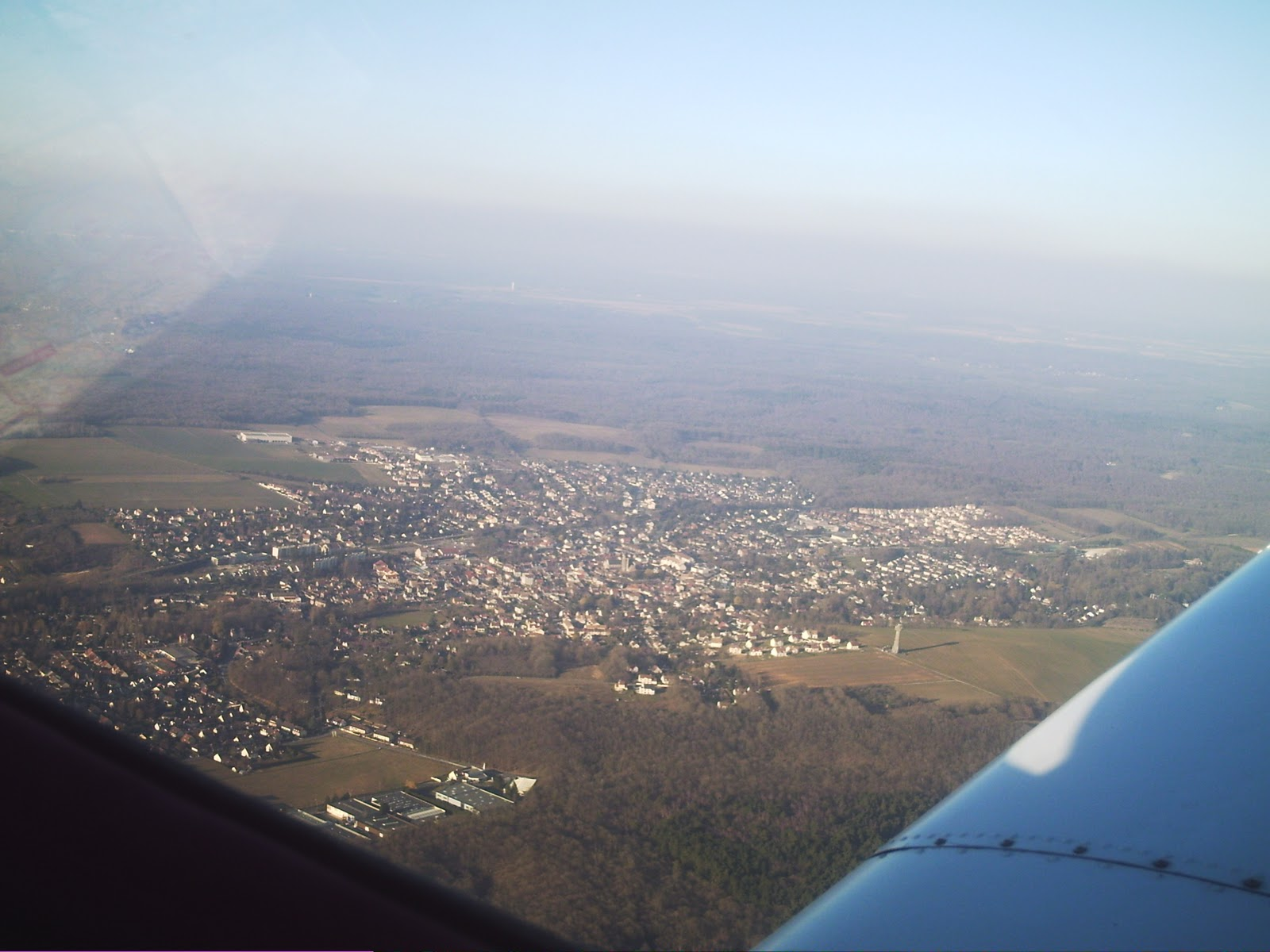
Vue aérienne de la commune de Saint-Arnoult-en-Yvelines.

Commune largement boisée, Saint-Arnoult-en-Yvelines est située dans le massif forestier de Rambouillet et dans la vallée de la Rémarde, affluent de l'Orge.
Le territoire est majoritairement rural (76 %), cette partie étant consacrée à la forêt (environ 40 % du territoire) et à l'agriculture.
L'habitat, constitué majoritairement de lotissements de pavillons individuels datant des années 1970 sur 1980, est concentré dans le bourg qui occupe le fond de la vallée de la Rémarde débordant sur le plateau vers le nord-est.
La ville est « ville porte » du parc naturel régional de la Haute Vallée de Chevreuse.
| Clairefontaine | Bullion                   | Rochefort-en-Yvelines |
| Sonchamp       | Saint-Arnoult-en-Yvelines | Longvilliers          |
| Ponthévrard    | Sainte-Mesme              | Dourdan (Essonne)     |

### Hydrographie
Le territoire communal présente plusieurs points d'eau avec une multitude d'étangs surtout en vallée et dans la forêt, la ville est traversée d'ouest en est par la Rémarde. Ses crues sont très rares et la ville n'a sans doute jamais été inondée par la rivière elle-même car durant toute sa traversée les berges sont fortifiées. En revanche elle inonde souvent en amont de Saint-Arnoult car les barrages des moulins à eau sont moins fréquents et le fond de vallée y est marécageux (en dessous des Meurgers par exemple). La Rémarde se divise en deux bras dans le centre-ville pour former une « île » où se sont installés les premiers habitants au Moyen Âge, cette « île » est assez petite avec environ 600 m de long pour 50 m de large.
La Rabette, affluent de la Rémarde, suit la limite nord du territoire communal.
Le ruisseau de Pampelune prend sa source dans le bois Saint-Benoît et se jette dans la Rémarde non loin de la fondation Triolet-Aragon.

### Hameaux de la commune
- Vers l'ouest, se trouve un hameau, Grands Meurgers, à la limite de la commune vers Sonchamp.

### Climat
Pour des articles plus généraux, voir Climat de l'Île-de-France et Climat des Yvelines.
En 2010, le climat de la commune est de type climat océanique dégradé des plaines du Centre et du Nord, selon une étude du CNRS s'appuyant sur une série de données couvrant la période 1971-2000. En 2020, Météo-France publie une typologie des climats de la France métropolitaine dans laquelle la commune est exposée à un climat océanique altéré et est dans la région climatique Sud-ouest du bassin Parisien, caractérisée par une faible pluviométrie, notamment au printemps (120 à 150 mm) et un hiver froid (3,5 °C).
Pour la période 1971-2000, la température annuelle moyenne est de 10,8 °C, avec une amplitude thermique annuelle de 14,7 °C. Le cumul annuel moyen de précipitations est de 650 mm, avec 10,8 jours de précipitations en janvier et 7,8 jours en juillet. Pour la période 1991-2020, la température moyenne annuelle observée sur la station météorologique la plus proche, située sur la commune de Dourdan à 7 km à vol d'oiseau, est de 11,4 °C et le cumul annuel moyen de précipitations est de 654,2 mm,. Pour l'avenir, les paramètres climatiques de la commune estimés pour 2050 selon différents scénarios d'émission de gaz à effet de serre sont consultables sur un site dédié publié par Météo-France en novembre 2022.

### Voies de communications et transports

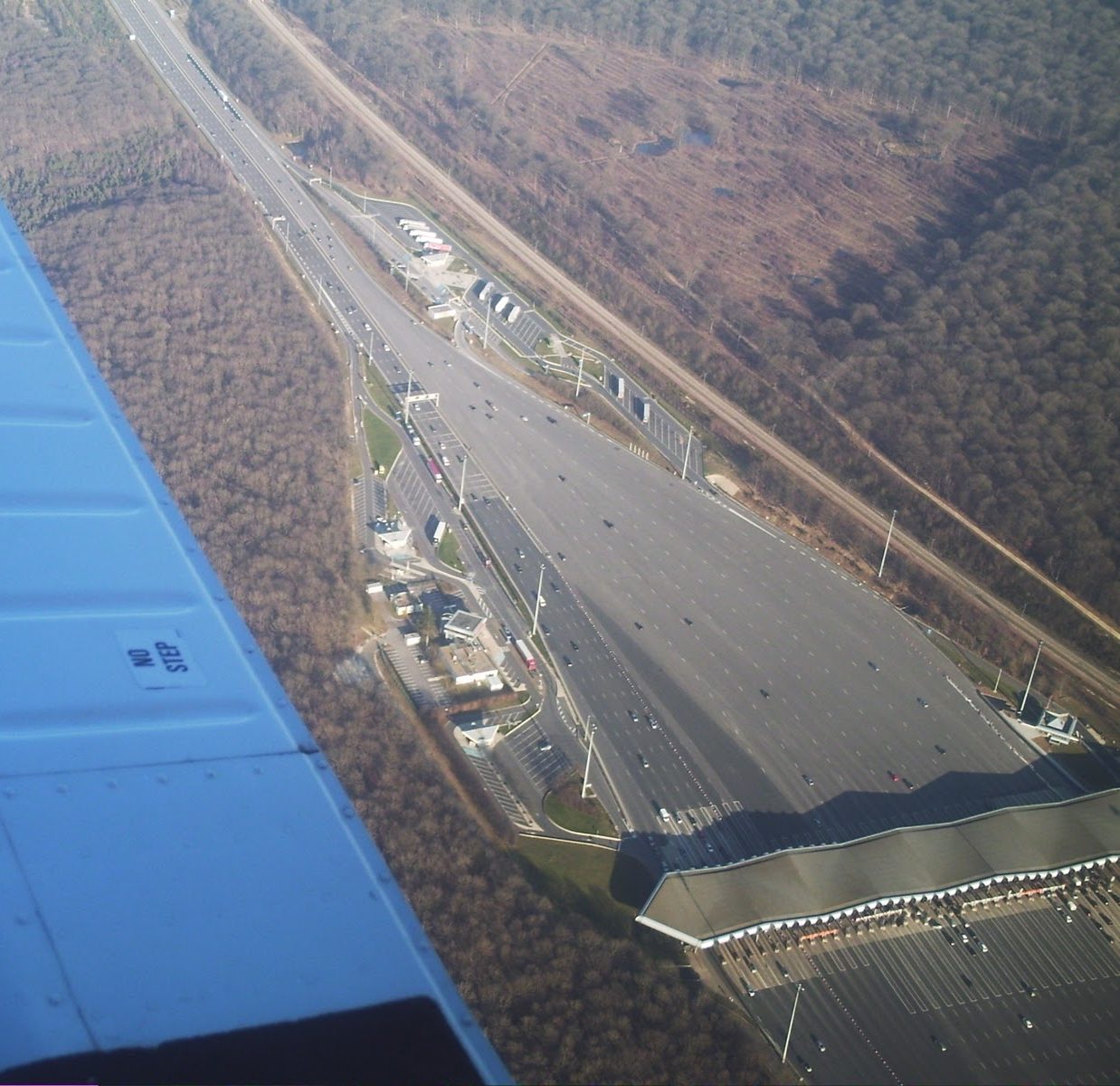
Vue aérienne du péage de Saint-Arnoult-en-Yvelines.

Le sentier de grande randonnée GR 1 traverse le territoire de la commune.

#### Réseau routier
Elle est desservie principalement par la route départementale RD 988 qui relie Limours à Ablis. La route départementale 936 la traverse également et permet de la relier à Rambouillet d'un côté, et Dourdan de l'autre. D'autres routes départementales permettent la communication avec les communes avoisinantes. Elle est traversée par l'autoroute A10 dans sa partie sud-est, et le péage de Saint-Arnoult est situé sur son territoire. L'échangeur autoroutier le plus proche se trouve à 6 km du village dans la commune voisine de Longvilliers. La commune se situe en voiture à 45 minutes du périphérique parisien.

#### Desserte ferroviaire
Les gares SNCF les plus proches de la commune sont celles de Rambouillet et de Dourdan.
Elle est traversée dans sa partie sud-est par la LGV Atlantique le long de l'autoroute A10, à hauteur du péage de Saint-Arnoult.
Elle fut autrefois desservie par la ligne de chemin de fer Paris-Chartres par Gallardon qui la reliait à Chartres dès 1917 mais cette ligne ne fut jamais achevée vers Paris et fut finalement déclassée en 1953.

#### Bus
La commune est desservie par les lignes 03, Express 10, 23, 25, 26, 39.07, 39.07A, 39.07B et 39.30C du réseau de bus Centre et Sud Yvelines.

### Occupation des sols simplifiée
Le territoire de la commune se compose en 2017 de 72,65 % d'espaces agricoles, forestiers et naturels, 7,33 % d'espaces ouverts artificialisés et 20,02 % d'espaces construits artificialisés.

## Urbanisme

### Typologie
Au 1er janvier 2024, Saint-Arnoult-en-Yvelines est catégorisée petite ville, selon la nouvelle grille communale de densité à sept niveaux définie par l'Insee en 2022.
Elle appartient à l'unité urbaine de Saint-Arnoult-en-Yvelines, une unité urbaine monocommunale constituant une ville isolée,. Par ailleurs la commune fait partie de l'aire d'attraction de Paris, dont elle est une commune de la couronne,. Cette aire regroupe 1 929 communes,.

### Occupation des sols
Le tableau ci-dessous présente l'occupation des sols de la commune en 2018, telle qu'elle ressort de la base de données européenne d’occupation biophysique des sols Corine Land Cover (CLC).
| Type d’occupation                                 | Pourcentage | Superficie (en hectares) |
| ------------------------------------------------- | ----------- | ------------------------ |
| Tissu urbain discontinu                           | 23,3 %      | 296                      |
| Réseau routier et ferroviaire et espaces associés | 3,5 %       | 45                       |
| Terres arables hors périmètres d'irrigation       | 12,9 %      | 164                      |
| Prairies et autres surfaces toujours en herbe     | 7,0 %       | 89                       |
| Systèmes culturaux et parcellaires complexes      | 3,0 %       | 38                       |
| Forêts de feuillus                                | 50,2 %      | 638                      |
| Forêts de conifères                               | 0,2 %       | 2                        |
| Source : Corine Land Cover                        |             |                          |

## Toponymie
Le nom de la localité est mentionné sous les formes Santus Ernulfus en 1177, Santus Arnulfus in Aquilina en 1251, Saint Arnoul en Yvelines en 1571, Saint Arnould.
Saint-Arnoult est un hagiotoponyme qui doit son nom à Arnoul des Yvelines qui y a été inhumé vers 535,.
Au cours de la Révolution française, la commune, alors nommée simplement Saint-Arnoult, porte provisoirement les noms de La Méjeanne et de Montagne-sur-Remarde.
C'est le 10 novembre 1918 que le conseil municipal décide d'ajouter le déterminant « en-Yvelines » au nom de la commune, décision qui entre en vigueur en 1922, bien avant la création du département des Yvelines,.

## Histoire
Ce territoire était inclus à l'époque gauloise, comme la plus grande partie des Yvelines, dans le domaine de la tribu des Carnutes, dépendait du castrum d’Hibern (Rochefort) pendant l’occupation romaine.
Saint Arnoult, martyr entre Chartres et Paris aux environs de l'actuel Saint-Arnoult-en-Yvelines fêté localement le 18 juillet, y a été inhumé vers 535 et la sépulture est devenue par la suite un lieu de pèlerinage,.
Louis XII autorise la création d'un marché.
François 1er autorise Saint-Arnoult à s'entourer de remparts.
Henri IV lui donne le titre de ville le 13 décembre 1562. Le bourg fut pris d'assaut et abandonné au pillage pendant deux jours entiers.
Au XVIIIe siècle et jusqu'à la Révolution, le domaine de Saint-Arnoult appartient à la famille de Rohan-Rochefort.

## Politique et administration

### Rattachements administratifs et électoraux
Rattachements administratifs
Antérieurement à la loi du 10 juillet 1964, la commune faisait partie du département de Seine-et-Oise. La réorganisation de la région parisienne en 1964 fit que la commune appartient désormais au département des Yvelines et à son arrondissement de Rambouillet après un transfert administratif effectif au 1er janvier 1968.
Elle faisait partie depuis 1801 du canton de Dourdan-Sud de Seine-et-Oise. Lors de la mise en place des Yvelines, elle devient en 1967 le chef-lieu du canton de Saint-Arnoult-en-Yvelines. Dans le cadre du redécoupage cantonal de 2014 en France, cette circonscription administrative territoriale a disparu, et le canton n'est plus qu'une circonscription électorale.
Rattachements électoraux
Pour les élections départementales, la commune fait partie depuis 2014 du canton de Rambouillet
Pour l'élection des députés, elle fait partie de la dixième circonscription des Yvelines.

### Intercommunalité
Saint-Arnoult-en-Yvelines était membre depuis 2007 de la communauté de communes Plaines et Forêts d'Yveline, un établissement public de coopération intercommunale (EPCI) à fiscalité propre créé en 2003 et auquel la commune avait transféré un certain nombre de ses compétences, dans les conditions déterminées par le code général des collectivités territoriales. Cette intercommunalité devient une communauté d'agglomération en 2015 sous le nom de Rambouillet Territoires communauté d’agglomération Rambouillet Territoires (RTCA).
Dans le cadre des dispositions de la loi portant nouvelle organisation territoriale de la République du 7 août 2015, qui prévoit que les établissements publics de coopération intercommunale (EPCI) à fiscalité propre doivent avoir un minimum de 15 000 habitants, cette intercommunalité a fusionné avec la petite communauté de communes Contrée d'Ablis-Porte des Yvelines et la communauté de communes des Étangs pour former, le 1er janvier 2017, la communauté d'agglomération dénommée Rambouillet Territoires dont est désormais membre la commune.

### Tendances politiques et résultats
Lors du second tour des élections municipales de 2014 dans les Yvelines, la liste PS menée par le maire sortant Jean-Claude Husson obtient la majorité absolue des suffrages exprimés, avec 1 252 voix (53,77 %, 23 conseillers municipaux élus dont 3 communautaires), devançant celle DVD menée par Christian Hillairet (1 334 voix, 46,22 %, 6 conseillers municipaux élus dont 1 communautaire).
Lors de ce scrutin, 31,91 % des électeurs se sont abstenus.
Lors du second tour des élections municipales de 2020 dans les Yvelines, la liste LR menée par Sylvain Guignard obtient la majorité des suffrages exprimés, avec 945 voix (48,28 %, 22 conseillers municipaux élus dont trois communautaires), devançant de 22 voix celle DVG menée par le maire sortant Jean-Claude Husson (923 voix, 47,16 %, 7 conseillers municipaux élus dont 1 communautaire).
Une troisième liste DVC - LREM - MoDem - MRSL - Agir menée par François Chevallier arrive loin derrière, avec 89 voix (4,54 %, pas d'élus).
Lors de ce scrutin marqué par la pandémie de Covid-19 en France, 56,69 % des électeurs se sont abstenus.

### Distinctions et labels
La commune est ville porte du parc naturel régional de la Haute Vallée de Chevreuse.
Elle est labellisée :
- « Ville en Poésie »[Quand ?] et participe au printemps des poètes[33]
- Ville internet avec « @@ »[Quand ?][34].
- Villes et villages étoilé avec « une étoile »[Quand ?]au concours des villes et villages étoilés[35].
- En 2018, la commune a obtenu le Label Territoire Numérique Libre, niveau 2.[réf. nécessaire] La ville utilise des logiciels libres et ouverts.
En 2019, pour sa deuxième participation, elle obtient le niveau 4 (sur cinq niveau) du label.[réf. nécessaire][36]

### Jumelages
La ville de Saint-Arnoult-en-Yvelines est jumelée avec les villes de :
- Freudenberg (Bade-Wurtemberg) (Allemagne) depuis 1993.
- Terras de Bouro (Portugal) depuis 2004.

## Population et société

### Démographie

#### Évolution démographique
L'évolution du nombre d'habitants est connue à travers les recensements de la population effectués dans la commune depuis 1793. Pour les communes de moins de 10 000 habitants, une enquête de recensement portant sur toute la population est réalisée tous les cinq ans, les populations de référence des années intermédiaires étant quant à elles estimées par interpolation ou extrapolation. Pour la commune, le premier recensement exhaustif entrant dans le cadre du nouveau dispositif a été réalisé en 2004.

En 2022, la commune comptait 5 854 habitants, en évolution de −3,88 % par rapport à 2016 (Yvelines : +2,72 %, France hors Mayotte : +2,11 %).
| 1793  | 1800  | 1806  | 1821  | 1831  | 1836  | 1841  | 1846  | 1851  |
| ----- | ----- | ----- | ----- | ----- | ----- | ----- | ----- | ----- |
| 1 365 | 1 401 | 1 472 | 1 410 | 1 420 | 1 512 | 1 563 | 1 500 | 1 347 |

| 1856  | 1861  | 1866  | 1872  | 1876  | 1881  | 1886  | 1891  | 1896  |
| ----- | ----- | ----- | ----- | ----- | ----- | ----- | ----- | ----- |
| 1 366 | 1 374 | 1 261 | 1 326 | 1 311 | 1 249 | 1 277 | 1 220 | 1 167 |

| 1901  | 1906  | 1911  | 1921  | 1926  | 1931  | 1936  | 1946  | 1954  |
| ----- | ----- | ----- | ----- | ----- | ----- | ----- | ----- | ----- |
| 1 202 | 1 298 | 1 356 | 1 132 | 1 178 | 1 107 | 1 006 | 1 008 | 1 160 |

| 1962  | 1968  | 1975  | 1982  | 1990  | 1999  | 2004  | 2006  | 2009  |
| ----- | ----- | ----- | ----- | ----- | ----- | ----- | ----- | ----- |
| 1 384 | 1 584 | 3 016 | 4 442 | 5 811 | 5 671 | 5 687 | 5 699 | 6 127 |

| 2014  | 2019  | 2022  | - | - | - | - | - | - |
| ----- | ----- | ----- | - | - | - | - | - | - |
| 6 077 | 5 818 | 5 854 | - | - | - | - | - | - |

#### Pyramide des âges
En 2018, le taux de personnes d'un âge inférieur à 30 ans s'élève à 32,4 %, soit en dessous de la moyenne départementale (38 %). À l'inverse, le taux de personnes d'âge supérieur à 60 ans est de 28,9 % la même année, alors qu'il est de 21,7 % au niveau départemental.
En 2018, la commune comptait 2 946 hommes pour 2 964 femmes, soit un taux de 50,15 % de femmes, légèrement inférieur au taux départemental (51,32 %).
Les pyramides des âges de la commune et du département s'établissent comme suit.
| Hommes | Classe d’âge | Femmes |
| ------ | ------------ | ------ |
| 0,6    | 90 ou +      | 0,7    |
| 7,7    | 75-89 ans    | 8,5    |
| 19,4   | 60-74 ans    | 21,0   |
| 23,2   | 45-59 ans    | 22,2   |
| 15,0   | 30-44 ans    | 16,9   |
| 15,6   | 15-29 ans    | 14,1   |
| 18,5   | 0-14 ans     | 16,5   |

| Hommes | Classe d’âge | Femmes |
| ------ | ------------ | ------ |
| 0,6    | 90 ou +      | 1,4    |
| 6      | 75-89 ans    | 7,8    |
| 13,5   | 60-74 ans    | 14,8   |
| 20,7   | 45-59 ans    | 20,1   |
| 19,6   | 30-44 ans    | 19,9   |
| 18,5   | 15-29 ans    | 16,8   |
| 21,2   | 0-14 ans     | 19,2   |

### Enseignement
- École maternelle Guhermont ;
- École maternelle du Jeu-de-Paume ;
- École élémentaire Camescasse ;
- École élémentaire Guhermont ;
- Collège Georges-Brassens ;
- Crèche (les Lapins-Bleus), halte garderie (Trotte-Menu) et assistantes maternelles pour les plus petits.

### Manifestations culturelles et festivités
- Cinéma Le Cratère avec plus de 400 places assises et 200 places de parking.
- Moulin de Villeneuve (Saint-Arnoult-en-Yvelines), visite de la maison d'Elsa Triolet et Aragon : Le printemps des poètes, la chasse aux œufs (avec spectacle pour enfants).
- Festival Jazzatoutheure[42].
- Festival de la chanson française Chansotone à la Maison Elsa Triolet et au Cratère.
- Foire à la brocante organisée par l'association des commerçants ACASA le dernier samedi du mois de septembre.
- Départ du Paris-Tours pendant quelques années jusqu'en 2008.
- Centre de recherche et de création de la maison Elsa-Triolet-Louis-Aragon créé et présidé par Edmonde Charles-Roux jusqu'en 2016 et par Erik Orsenna depuis février 2016.
- Printemps des Poètes[43] : la ville a le label « Ville en Poésie ». Elle participe chaque année au Printemps des poètes.

### Sport
Saint-Arnoult-en-Yvelines est une ville sportive. Elle a reçu le titre de la ville la plus sportive des Yvelines dans la catégorie des villes de 5 000 à 15 000 habitants en 2010.

#### Les installations
La ville dispose d'une complexe sportif au 51 rue du Nuisement. On y retrouve un terrain de football synthétique, des courts de tennis dont deux couverts, d'une salle de musculation, d'un dojo, d'une salle de gymnastique, d'une salle de tennis de table, d'une salle omnisport, d'un mur d'escalade, d'un pas de tir à l'arc extérieur. Un skatepark est installé rue Jean-Moulin.
Clubs sportifs
L'Union sportive de Saint-Arnoult-en-Yvelines (USSA) a été créée en 1954. L'USSA est un club omnisports proposant 19 activités sportives et rassemblant 1950 adhérents.
Le Saint Arnoult Football Club 78 est le club de football de la ville. Il a été créé en 2010. Les effectifs sont issus de la section football de l'USSA.
Les Amis de l'hameçon est le club de pêche de la ville.
L'Amicale des boulistes est le club de pétanque de la ville.

## Économie
- Commune résidentielle.
- Zones d'activités (PME).
- Autoroute : le péage de Saint-Arnoult-en-Yvelines est le plus important d'Europe. Bien que se trouvant dans la commune de Saint-Arnoult, son accès routier se fait via la commune voisine de Longvilliers. Il se trouve sur un tronçon de l'autoroute A10 qui s'est rendu célèbre par l'épisode des « naufragés de la route » survenu le 4 janvier 2003 lorsqu'une tempête de neige subite a bloqué pendant de longues heures des milliers d'automobilistes[48].

## Culture locale et patrimoine

### Lieux et monuments

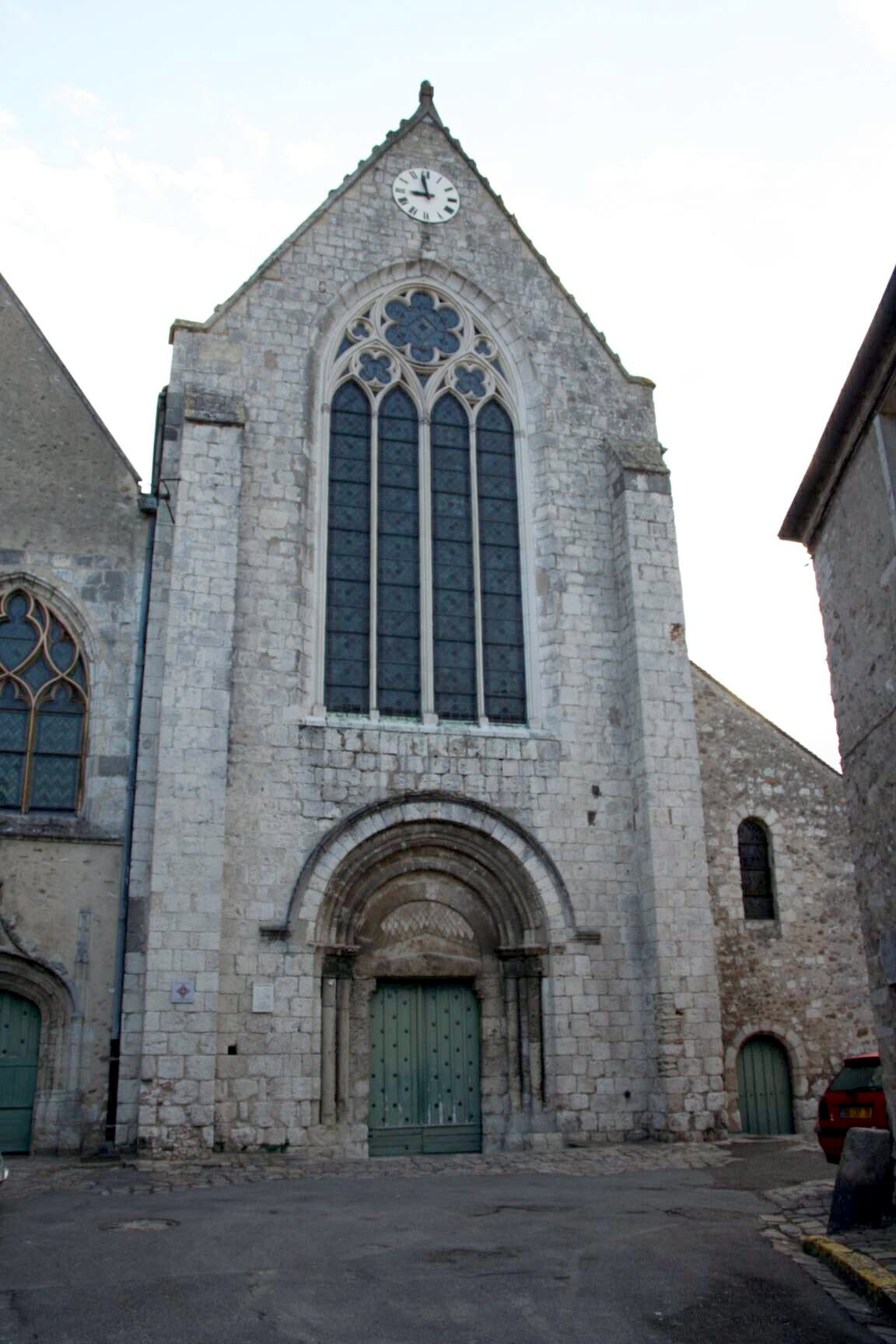
Église Saint-Nicolas.

- Église Saint-Nicolas : construction de style roman du XIIe siècle, reconstruite en partie au XVe siècle.
- Maison Elsa-Triolet-Aragon (ancien moulin de Villeneuve). Louis Aragon et Elsa Triolet sont inhumés dans le parc[49].
- Château de l'Aleu : fin XIXe siècle.
- Fontaine du Bon-Saint-Arnoult : XIXe siècle.
- Le moulin neuf, construction du XIIe siècle, est le siège de la société historique et archéologique de Saint-Arnoult-en-Yvelines et héberge un musée des arts et traditions populaires. Il a été cédé par Mme Lebon le 26 mars 1974 à la commune afin d'y créer un centre culturel. Il est devenu le musée historique de la ville et héberge des objets historiques de la ville, comme les trois coqs de la mairie.
- Colombier : du XVe siècle, d'un diamètre de 6 m, comporte 500 boulins, il est accolé à l'office de tourisme l'Orangerie.
- Mairie : façade centrale (à dater), une aile de chaque côté construites en 1843. Le corps central fut refait et rehaussé en 1867. en 1911, la mairie a été entièrement refaite, il y a un campanile et une horloge. Le campanile disparaît peut-être à la suite d'une intempérie. La tempête du 26 décembre 1999 a emporté l'une des cheminées. La mairie portait un coq (au total, elle en a porté trois) mais n'en porte plus car l'un d'eux avait été emporté par une tempête et retrouvé 2 km plus loin, un autre a été fusillé pendant la Première Guerre mondiale et le dernier a été fusillé pendant la Seconde Guerre mondiale.
- Tannerie : au 30 rue Basse, on peut encore voir la cheminée tronquée pour des raisons de sécurité.
- Médiathèque Les yeux d'Elsa[50].
- Bibliothèque Jules-Poupine[51].

### Personnalités liées à la commune
- Pierre François Laslier (8 octobre 1743 à Saint-Arnoult - 30 juin 1794 à Paris), homme politique.
- Jean-Joseph Hubert (17 décembre 1765 - 25 octobre 1805 au large de Cadiz[réf. nécessaire]), officier de la marine française. Il commandait l'Indomptable pendant la bataille de Trafalgar.
- Jean-Charles Adolphe Alphand (26 octobre 1817 à Grenoble - 6 décembre 1891 à Paris), ingénieur des ponts et chaussées, a créé le parc de l'Aleu à Saint-Arnoult.
- Jules Poupinel (1823 - 1891), brillant avocat. Conseiller général en 1874 et en 1880, il est maire de Saint-Arnoult de 1878 à 1881, puis de 1888 à 1891. Propriétaire du château du Mesnil, il meurt en 1891 à son domicile parisien de la rue Murillo. Initialement accroché au mur de la mairie, en face de l'ancienne salle des mariages, le tableau a pris place dans la bibliothèque, en reconnaissance du legs fait au profit de la commune, connu sous le nom de « legs Poupinel », qui a permis la création de la première bibliothèque municipale.
- Gaston Poupinel (1858 - 11 février 1930), savant, docteur en médecine, inventeur de l’étuve sèche dite « le poupinel », maire de Saint-Arnoult, conseiller d’arrondissement.
- Elsa Triolet (1896 - 1970) et Louis Aragon (1897 - 1982), deux des plus grands écrivains du XXe siècle, sont inhumés dans leur propriété au Moulin de Villeneuve à Saint-Arnoult.
- Jean-François Hue (1751 à Saint-Arnoult[52] - 1823 à Paris), peintre paysagiste, élève de Joseph Vernet.
- Paul-Lou Sulitzer (1946 au château de l'Aleu à Saint-Arnoult), écrivain.
- Jacqueline Thome-Patenôtre (3 février 1906 à Paris - 2 juin 1995), conseillère générale du canton de Saint-Arnoult de 1967 à 1979.
- Bernard Campan (4 avril 1958 à Agen), ex-Inconnu, comédien.
- Edmonde Charles-Roux (17 avril 1920 à Neuilly-sur-Seine - 2 juin 1995 à Marseille), amie d'Elsa Triolet et de Louis Aragon, a créé et présidé l'association du centre de recherche et de création Elsa-Triolet-Louis-Aragon.
- Éric-Émile-Léonce Arnoult, dit Erik Orsenna (22 mars 1947 à Paris) préside le centre de recherche et de création Elsa-Triolet-Louis-Aragon depuis 2016.
- Georges Briffaut (30 décembre 1886 à Oisseau-le-Petit - 24 décembre 1973 à Paris), éditeur, inhumé dans le cimetière de Saint-Arnoult.

### Héraldique
| Armes de Saint-Arnoult-en-Yvelines | Les armes de Saint-Arnoult-en-Yvelines se blasonnent ainsi : De gueules aux six besants d'or. |